# Haras national d'Aurillac
 (août 2017).
Si vous disposez d'ouvrages ou d'articles de référence ou si vous connaissez des sites web de qualité traitant du thème abordé ici, merci de compléter l'article en donnant les références utiles à sa vérifiabilité et en les liant à la section « Notes et références ».
Le haras national d’Aurillac était l'un des haras nationaux français, situé à Aurillac dans le Cantal. Le haras est désormais propriété du conseil général du Cantal et implantation locale de l'Institut français du cheval et de l'équitation.

## Histoire
Lors de la réorganisation des haras par Napoléon Ier en 1806, le dépôt d'étalons d’Aurillac est installé dans le couvent de la Visitation de la rue des Carmes (devenu depuis le centre culturel de la ville et le musée d'art et d'archéologie). Ces premiers étalons furent alors hébergés dans l’ancienne chapelle.
La circonscription d’Aurillac compte à cette époque les départements du Cantal, de la Haute-Loire, du Lot et du Puy-de-Dôme.
C'est également en ce début du XIXe siècle, en 1821, que les premières courses sont organisées à Aurillac sur l’hippodrome de l’avenue des Tronquières et qu’un centre de remonte est installé, en 1825. La Haute Auvergne reste tout au long du XIXe siècle un fidèle fournisseur des remontes militaires, sa production chevaline étant réputée pour sa rusticité et sa résistance.
Toutefois, l’activité d’élevage de chevaux de sang de la circonscription, qui perd le département du Lot, subit une période de récession entre 1840 et 1875, alors que l’élevage du mulet et du cheval de trait se développe.
Par la suite, les élevages de chevaux de sang et de trait connaissent un développement régulier, avec l’utilisation d’étalons Pur-sang, Arabe, Anglo-arabe et demi-sang (normands et vendéens) pour l’élevage de chevaux de sang et d'étalons Percheron, Ardennais, Breton, pour l’élevage de chevaux de trait.
En 1973, le dépôt d’étalons d’Aurillac compte 47 étalons et les installations de la rue des Carmes s’avèrent de plus en plus exiguës, vétustes et difficiles d’accès en centre-ville.
C’est pourquoi un haras neuf est construit en 1983 au sud de la ville sur un domaine de 17 hectares, remis à l’État par le département du Cantal, à proximité de l’hippodrome et de l’école d’équitation, créant ainsi un pôle hippique d'une trentaine d’hectares dans la périphérie immédiate de la ville, auquel s’est ajouté un poney-club.

## Transfert au conseil départemental du Cantal
La vente du haras a été annoncée pour le 1er janvier 2015, mais d'après le responsable de l'établissement, cette information est erronée, il s'agit plutôt d'un transfert de gestion. En 2017, le haras a été restitué au Conseil départemental du Cantal, qui le gère désormais comme propriétaire.

### Description du site
Le haras d'Aurillac demeure une implantation locale de l'Institut français du cheval et de l'équitation (IFCE). C'est également un stade équestre et une résidence d'artistes.

### Infrastructures
- 1 carrière de concours en herbe
- 1 carrière en sable au centre des bâtiments
- 1 manège
- 1 rond d'Havrincourt
- 17 paddocks herbe
- 63 boxes
- 1 labo

## Événements
Le haras d'Aurillac est régulièrement animé par des manifestations diverses, cependant il se distingue par des grands événements annuels.
- A tous traits, un salon mettant en valeur le cheval de trait et le terroir. En 2014, ce salon a été organisé le 19 et 20 avril et sera reconduit les années futures durant la même période.
- La 6e édition des Equi trait jeunes a choisi Aurillac comme lieu de compétition le 17 et 18 mai 2014.
- La semaine de l'élevage se déroulant courant juin. Cette semaine est consacrée à la démonstration et la vente d'animaux et se finit par un CSO. Le partenaire de cet événement est le Syndicat des éleveurs de chevaux de sports du Cantal.
- Les cabarets équestres de l'été, spectacle vivant alliant numéros de voltige, dressage, comique, etc. Ce spectacle est accessible à tous (petits comme grands). Cet événement se situe pendant les deux premières semaines d'août.
- Depuis 2011, le haras d'Aurillac accueille des scènes et troupes du festival international de théâtre de rue les deux dernières semaines d'août.
- Un concours d'attelage se déroule sur un week-end fin septembre depuis 2013.

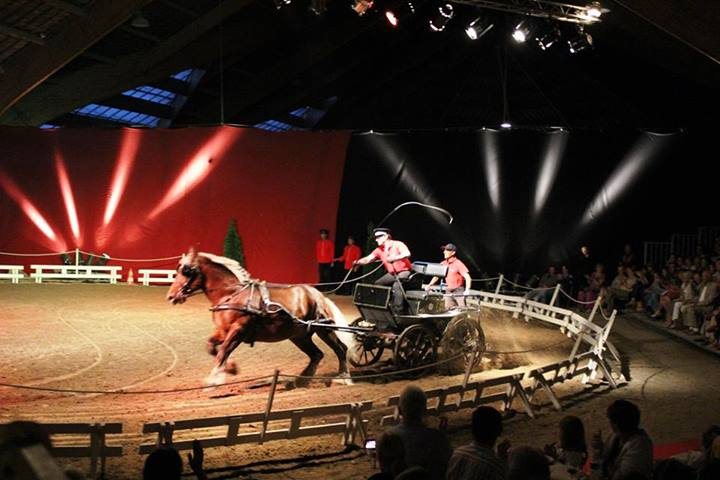
Exemple d'animation pendant les cabarets équestres 2013.
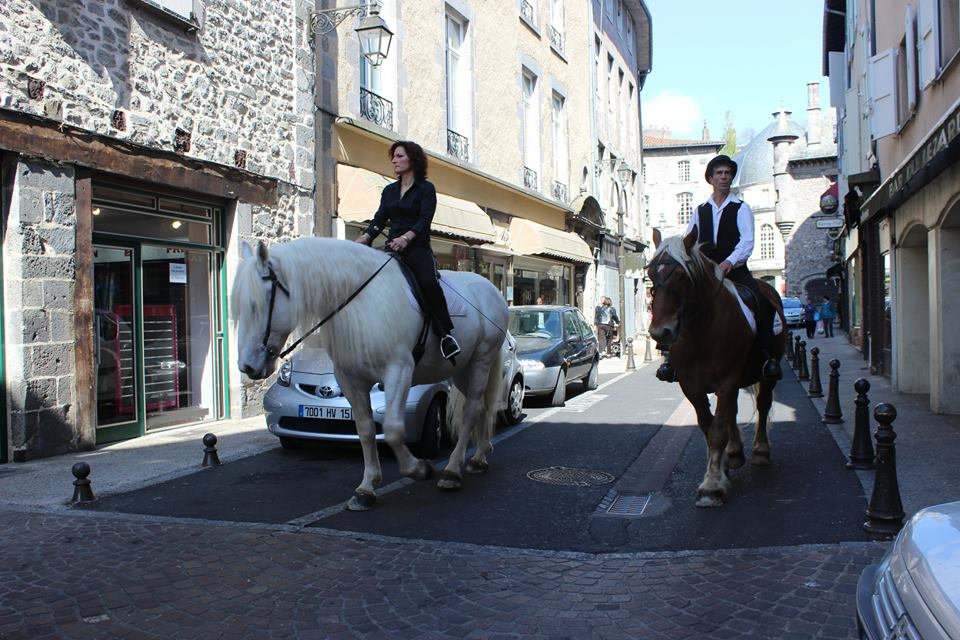
Visite d'Aurillac pour le salon A tous traits 2014.